# إن. تي. راما راو جونيور
إن. تي. راما راو جونيور هو ممثل هندي ولد في 20 مايو 1983.

## روابط خارجية
إن. تي. راما راو جونيور على موقع IMDb (الإنجليزية)
- إن. تي. راما راو جونيور على موقع ألو سيني (الفرنسية)
- إن. تي. راما راو جونيور على موقع ميوزك برينز (الإنجليزية)
- إن. تي. راما راو جونيور على موقع أول موفي (الإنجليزية)
- إن. تي. راما راو جونيور على موقع قاعدة بيانات الفيلم (الإنجليزية)